# 樽井捺月
樽井 捺月（たるい なつき、女性、1991年7月13日 - ）は、日本のプロボクサー。山木ボクシングジム所属。

## 来歴
小学校時代から体操選手として活躍、川口市立芝東中学校・埼玉栄高等学校・国士舘大学体育学部卒業。
オリンピック体操日本代表選手目指したが、膝の怪我で断念。リハビリの為通った医療機関で風神ライカと出会いプロボクサー目指した。
大学卒業後、アルファボクシングジム（現・山木ボクシングジム）で本格的にボクシングを始め、元WBA女子世界王者天海ツナミの猛特訓受け2014年6月プロテスト合格しJBC・C級ボクサーライセンス取得、8月27日新宿FACEでデビュー戦を4RTKO負。デビューから4連敗経て5戦目郷司利也子戦でダウン奪い3-0判定で初勝利。
2021年4月4日大阪府堺市で日本女子アトム級王者長井香織に指名挑戦者として対峙し0-2判定負。
2021年12月18日、エディオンアリーナ大阪第2競技場にて元WBO世界ミニマム級王者山中竜也の妹・山中菫と対戦も、1-2判定で連敗。
2022年4月16日、エディオンアリーナ大阪第2競技場にて女子日本アトム級王座決定戦として伊賀薫と対戦するが、ダウンを2度奪われ0-2（54-58×2、56-56）判定で敗れ王座獲得はならなかった。
2022年7月24日、堺市産業振興センターにてアトム級4位の吉川梨優那と対戦したが、0-2判定負け。